# Жовтки (Вілейський район)
Жовтки (біл. вёска Желцкі) — село в складі Вілейського району Мінської області, Білорусь. Село підпорядковане Любанській сільській раді, розташоване в північній частині області.